# The Righteous Brothers/Diskografie
Diese Diskografie ist eine Übersicht über die musikalischen Werke des US-amerikanischen Gesangsduos The Righteous Brothers. Den Schallplattenauszeichnungen zufolge hat es bisher mehr als 7,7 Millionen Tonträger verkauft, davon alleine in seiner Heimat über sechs Millionen. Seine erfolgreichste Veröffentlichung ist das Album Unchained Melody – The Very Best Of mit über 2,3 Millionen verkauften Einheiten. 

## Alben

### Studioalben
| Jahr | Titel Musiklabel Katalog-Nr.                      | Höchstplatzierung, Gesamtwochen, AuszeichnungChartplatzierungen (Jahr, Titel, Musiklabel Katalog-Nr., Platzierungen, Wochen, Auszeichnungen, Anmerkungen) | Höchstplatzierung, Gesamtwochen, AuszeichnungChartplatzierungen (Jahr, Titel, Musiklabel Katalog-Nr., Platzierungen, Wochen, Auszeichnungen, Anmerkungen) | Höchstplatzierung, Gesamtwochen, AuszeichnungChartplatzierungen (Jahr, Titel, Musiklabel Katalog-Nr., Platzierungen, Wochen, Auszeichnungen, Anmerkungen) | Höchstplatzierung, Gesamtwochen, AuszeichnungChartplatzierungen (Jahr, Titel, Musiklabel Katalog-Nr., Platzierungen, Wochen, Auszeichnungen, Anmerkungen) | Höchstplatzierung, Gesamtwochen, AuszeichnungChartplatzierungen (Jahr, Titel, Musiklabel Katalog-Nr., Platzierungen, Wochen, Auszeichnungen, Anmerkungen) | Höchstplatzierung, Gesamtwochen, AuszeichnungChartplatzierungen (Jahr, Titel, Musiklabel Katalog-Nr., Platzierungen, Wochen, Auszeichnungen, Anmerkungen) | Anmerkungen                                                          |
| Jahr | Titel Musiklabel Katalog-Nr.                      | DE | AT | CH | UK | US | R&B | Anmerkungen                                                          |
| ---- | ------------------------------------------------- | --- | --- | --- | --- | --- | --- | -------------------------------------------------------------------- |
| 1963 | Right Now! Moonglow MLP-1001                      | — | — | — | — | US11 (21 Wo.)US | R&B8 (1 Wo.)R&B | Erstveröffentlichung: 1963 Produzent: Bill Medley                    |
| 1964 | Some Blue-Eyed Soul Moonglow MLP-1002             | — | — | — | — | US14 (20 Wo.)US | — | Erstveröffentlichung: 1964 Produzent: Bill Medley                    |
| 1965 | You’ve Lost That Lovin’ Feelin’ Philles PHLP-4007 | — | — | — | — | US4 (67 Wo.)US | R&B3 (6 Wo.)R&B | Erstveröffentlichung: 1965 Produzent: Bill Medley                    |
| 1965 | Just Once in My Life … Philles PHLP-4008          | — | — | — | — | US9 (41 Wo.)US | R&B8 (4 Wo.)R&B | Erstveröffentlichung: 1965 Produzenten: Bill Medley, Phil Spector    |
| 1965 | This Is New! Moonglow MLP-1003                    | — | — | — | — | US39 (20 Wo.)US | — | Erstveröffentlichung: 1965                                           |
| 1965 | Back to Back Philles PHLP-4009                    | — | — | — | — | US16 (26 Wo.)US | — | Erstveröffentlichung: 1965 Produzent: Phil Spector                   |
| 1966 | Soul & Inspiration Verve V-5001                   | — | — | — | — | US7 Gold · (32 Wo.)US | R&B18 (5 Wo.)R&B | Erstveröffentlichung: 1966 Produzent: Bill Medley                    |
| 1966 | Go Ahead and Cry Verve V-5004                     | — | — | — | — | US32 (20 Wo.)US | — | Erstveröffentlichung: 1966 Produzent: Bill Medley                    |
| 1967 | Sayin’ Somethin’ Verve V-5010                     | — | — | — | — | US155 (15 Wo.)US | — | Erstveröffentlichung: 1967 Produzent: Bill Medley                    |
| 1967 | Souled Out Verve V-5031                           | — | — | — | — | US198 (2 Wo.)US | — | Erstveröffentlichung: 1967 Produzent: Mickey Stevenson               |
| 1968 | One for the Road Verve V-5058                     | — | — | — | — | US187 (2 Wo.)US | — | Erstveröffentlichung: 1968                                           |
| 1974 | Give It to the People Capitol ST-9201             | — | — | — | — | US27 (18 Wo.)US | — | Erstveröffentlichung: 1974 Produzenten: Brian Potter, Dennis Lambert |

grau schraffiert: keine Chartdaten aus diesem Jahr verfügbar
Weitere Studioalben
- 1968: Standards
- 1969: Re-Birth
- 1973: Two by Two
- 1975: The Sons of Mrs. Righteous
- 1990: Reunion
- 1998: Soul and Inspiration

### Kompilationen
| Jahr | Titel                               | Höchstplatzierung, Gesamtwochen, AuszeichnungChartplatzierungen (Jahr, Titel, Platzierungen, Wochen, Auszeichnungen, Anmerkungen) | Höchstplatzierung, Gesamtwochen, AuszeichnungChartplatzierungen (Jahr, Titel, Platzierungen, Wochen, Auszeichnungen, Anmerkungen) | Höchstplatzierung, Gesamtwochen, AuszeichnungChartplatzierungen (Jahr, Titel, Platzierungen, Wochen, Auszeichnungen, Anmerkungen) | Höchstplatzierung, Gesamtwochen, AuszeichnungChartplatzierungen (Jahr, Titel, Platzierungen, Wochen, Auszeichnungen, Anmerkungen) | Höchstplatzierung, Gesamtwochen, AuszeichnungChartplatzierungen (Jahr, Titel, Platzierungen, Wochen, Auszeichnungen, Anmerkungen) | Höchstplatzierung, Gesamtwochen, AuszeichnungChartplatzierungen (Jahr, Titel, Platzierungen, Wochen, Auszeichnungen, Anmerkungen) | Anmerkungen                             |
| Jahr | Titel                               | DE | AT | CH | UK | US | R&B | Anmerkungen                             |
| ---- | ----------------------------------- | --- | --- | --- | --- | --- | --- | --------------------------------------- |
| 1966 | The Best of the Righteous Brothers  | — | — | — | — | US130 Gold · (11 Wo.)US | — | Erstveröffentlichung: 1966              |
| 1967 | Greatest Hits                       | — | — | — | — | US21 Gold · (50 Wo.)US | — | Erstveröffentlichung: 30. November 1967 |
| 1969 | Greatest Hits, Vol. 2               | — | — | — | — | US126 (5 Wo.)US | — | Erstveröffentlichung: 1969              |
| 1989 | The Anthology 1962–1974             | — | — | — | — | US178 Gold · (3 Wo.)US | — | Erstveröffentlichung: 26. Juli 1989     |
| 1990 | Unchained Melody – The Very Best Of | DE60 (7 Wo.)DE | AT1 (12 Wo.)AT | — | UK11 Platin · (17 Wo.)UK | US— ×2DoppelplatinUS | — | Erstveröffentlichung: 2. Oktober 1990   |
| 2006 | Gold – Greatest Hits                | — | — | — | UK24 (3 Wo.)UK | — | — | Erstveröffentlichung: 10. Januar 2006   |

grau schraffiert: keine Chartdaten aus diesem Jahr verfügbar
Weitere Kompilationen
| - 1970: The Righteous Brothers - 1971: Unchained Melody - 1973: The History of the Righteous Brothers - 1984: The Righteous Brothers - 1988: The Best Of - 1990: Best of Righteous Brothers - 1991: Rock and Roll Heaven - 1991: The Moonglow Years - 1992: You’ve Lost That Lovin’ Feelin’ - 1993: Gold | - 1994: Blue Eyed Soul Brothers - 1996: You’ve Lost That Lovin’ Feelin’ - 1999: The Collection - 1999: The Great Righteous Brothers - 2000: Classic: The Universal Masters Collection - 2008: Rock ’n’ Roll Legends - 2009: The Definitive Collection - 2009: Classic - 2011: Icon |

## Singles
| Jahr | Titel Album                                            | Höchstplatzierung, Gesamtwochen, AuszeichnungChartplatzierungen (Jahr, Titel, Album, Platzierungen, Wochen, Auszeichnungen, Anmerkungen) | Höchstplatzierung, Gesamtwochen, AuszeichnungChartplatzierungen (Jahr, Titel, Album, Platzierungen, Wochen, Auszeichnungen, Anmerkungen) | Höchstplatzierung, Gesamtwochen, AuszeichnungChartplatzierungen (Jahr, Titel, Album, Platzierungen, Wochen, Auszeichnungen, Anmerkungen) | Höchstplatzierung, Gesamtwochen, AuszeichnungChartplatzierungen (Jahr, Titel, Album, Platzierungen, Wochen, Auszeichnungen, Anmerkungen) | Höchstplatzierung, Gesamtwochen, AuszeichnungChartplatzierungen (Jahr, Titel, Album, Platzierungen, Wochen, Auszeichnungen, Anmerkungen) | Höchstplatzierung, Gesamtwochen, AuszeichnungChartplatzierungen (Jahr, Titel, Album, Platzierungen, Wochen, Auszeichnungen, Anmerkungen) | Anmerkungen |
| Jahr | Titel Album                                            | DE | AT | CH | UK | US | R&B | Anmerkungen |
| ---- | ------------------------------------------------------ | --- | --- | --- | --- | --- | --- | --- |
| 1962 | Little Latin Lupe Lu Right Now!                        | — | — | — | — | US49 (7 Wo.)US | — | Erstveröffentlichung: November 1962 Autor: Bill Medley                                                                                                   |
| 1963 | My Babe Right Now!                                     | — | — | — | — | US75 (7 Wo.)US | — | Erstveröffentlichung: 20. Juli 1963 Autoren: Bobby Hatfield, Bill Medley                                                                                 |
| 1964 | Bring Your Love to Me Some Blue-Eyed Soul              | — | — | — | — | US83 (3 Wo.)US | — | Erstveröffentlichung: 23. August 1964 Autoren: Bobby Hatfield, Bill Medley                                                                               |
| 1964 | You’ve Lost That Lovin’ Feelin’                        | DE21 (6 Wo.)DE | — | — | UK1 Gold · (17 Wo.)UK | US1 (16 Wo.)US | R&B2 (15 Wo.)R&B | Erstveröffentlichung: 21. November 1964 Autoren: Barry Mann, Phil Spector, Cynthia Weil                                                                  |
| 1965 | Just Once in My Life                                   | — | — | — | — | US9 (11 Wo.)US | R&B26 (5 Wo.)R&B | Erstveröffentlichung: 24. März 1965 Autoren: Phil Spector, Gerry Goffin, Carole King                                                                     |
| 1965 | You Can Have Her This Is New!                          | — | — | — | — | US67 (5 Wo.)US | — | Erstveröffentlichung: 13. April 1965 Autor: Bill Cook Original: Roy Hamilton, 1961                                                                       |
| 1965 | Justine This Is New!                                   | — | — | — | — | US85 (3 Wo.)US | — | Erstveröffentlichung: Juni 1965 Autoren: Don Sugarcane Harris, Dewey Terry Original: Don and Dewey, 1958                                                 |
| 1965 | Unchained Melody Just Once in My Life                  | DE27 (4 Wo.)DE | — | — | UK14 (12 Wo.)UK | US4 (13 Wo.)US | R&B6 (12 Wo.)R&B | Erstveröffentlichung: Juli 1965 Autoren: Alex North, Hy Zaret Original: Todd Duncan 1955                                                                 |
| 1965 | Hung on You Back to Back                               | — | — | — | — | US47 (7 Wo.)US | — | Erstveröffentlichung: Juli 1965 Autoren: Phil Spector, Gerry Goffin, Carole King                                                                         |
| 1965 | Ebb Tide Back to Back                                  | — | — | — | UK48 (2 Wo.)UK | US5 (9 Wo.)US | R&B13 (7 Wo.)R&B | Erstveröffentlichung: 20. November 1965 Musik: Robert Maxwell (instrumental) engl. Text: Carl Sigman Original: Frank Chacksfield and His Orchestra, 1953 |
| 1966 | Georgia on My Mind The Best of the Righteous Brothers  | — | — | — | — | US62 (5 Wo.)US | — | Erstveröffentlichung: 29. Januar 1966 Autoren: Hoagy Carmichael, Stuart Gorrell Original: Hoagy Carmichael and His Orchestra, 1930                       |
| 1966 | (You’re My) Soul and Inspiration Soul & Inspiration    | DE34 (2 Wo.)DE | — | — | UK15 (10 Wo.)UK | US1 Gold · (13 Wo.)US | R&B13 (9 Wo.)R&B | Erstveröffentlichung: Februar 1966 Autoren: Barry Mann, Cynthia Weil                                                                                     |
| 1966 | He Will Break Your Heart Soul & Inspiration            | — | — | — | — | US91 (1 Wo.)US | — | Erstveröffentlichung: Mai 1966 Autoren: Jerry Butler, Curtis Mayfield, Calvin Carter Original: Jerry Butler, 1960                                        |
| 1966 | He Soul & Inspiration                                  | — | — | — | — | US18 (8 Wo.)US | — | Erstveröffentlichung: 14. Mai 1966 Autoren: Jack Richards, Richard Mullin Original: Al Hibbler, 1955                                                     |
| 1966 | Go Ahead and Cry                                       | — | — | — | — | US30 (6 Wo.)US | — | Erstveröffentlichung: 30. Juli 1966 Autor: Bill Medley                                                                                                   |
| 1966 | On This Side of Goodbye Sayin’ Somethin’               | — | — | — | — | US47 (6 Wo.)US | — | Erstveröffentlichung: 22. Oktober 1966 Autoren: Gerry Goffin, Carole King                                                                                |
| 1966 | The White Cliffs of Dover Back to Back                 | — | — | — | UK21 (9 Wo.)UK | — | — | Erstveröffentlichung: September 1966 Autoren: Nat Burton, Walter Kent Original: Tommy Tucker Time, 1941                                                  |
| 1966 | Island in the Sun Go Ahead and Cry                     | — | — | — | UK24 (5 Wo.)UK | — | — | Erstveröffentlichung: Dezember 1966 Autoren: Harry Belafonte, Lord Burgess Original: Harry Belafonte, 1957                                               |
| 1967 | Melancholy Music Man Soul and Inspiration              | — | — | — | — | US43 (6 Wo.)US | — | Erstveröffentlichung: 8. April 1967 Autoren: Alan Gordon, Garry Bonner                                                                                   |
| 1967 | Stranded in the Middle of Noplace Souled Out           | — | — | — | — | US72 (4 Wo.)US | — | Erstveröffentlichung: September 1967 Autor: William Stevenson                                                                                            |
| 1969 | You’ve Lost That Lovin’ Feelin’ ’69 One for the Road   | — | — | — | UK10 (4 Wo.)UK | — | — | Erstveröffentlichung: Februar 1969 |
| 1974 | Rock and Roll Heaven One for the Road                  | — | — | — | — | US3 (17 Wo.)US | — | Erstveröffentlichung: 19. Mai 1974 Autoren: Alan O’Day, John Stevenson Original: Climax feat. Sonny Gerracci, 1973                                       |
| 1974 | Give It to the People                                  | — | — | — | — | US20 (9 Wo.)US | — | Erstveröffentlichung: 24. August 1974 Autoren: Brian Potter, Dennis Lampert                                                                              |
| 1974 | Dream On Give It to the People                         | — | — | — | — | US32 (8 Wo.)US | — | Erstveröffentlichung: Oktober 1974 Autoren: Brian Potter, Dennis Lambert                                                                                 |
| 1977 | You’ve Lost That Lovin’ Feelin’ ’77 Two by Two         | — | — | — | UK42 (4 Wo.)UK | — | — | Erstveröffentlichung: November 1977 |
| 1987 | You’ve Lost That Lovin’ Feelin’ ’88 –                  | — | — | — | UK87 (7 Wo.)UK | — | — | Erstveröffentlichung: Dezember 1987 |
| 1990 | Unchained Melody (Neue Version) Reunion                | DE6 (21 Wo.)DE | AT1 Gold · (19 Wo.)AT | CH4 (15 Wo.)CH | UK1 Platin · (14 Wo.)UK | US13 Platin · (32 Wo.)US | — | Erstveröffentlichung: August 1990 vom Soundtrack des Films Ghost – Nachricht von Sam                                                                     |
| 1990 | You’ve Lost That Lovin’ Feelin’ (Neue Version) Reunion | — | — | — | UK3 (9 Wo.)UK | — | — | Erstveröffentlichung: Dezember 1990 |

grau schraffiert: keine Chartdaten aus diesem Jahr verfügbar
Weitere Singles
- 1963: Koko Joe
- 1964: Try to Find Another Man
- 1964: This Little Girl of Mine
- 1965: For Your Love
- 1967: Along Came Jones
- 1967: Something You Got
- 1967: My Darling Clementine
- 1968: Here I Am
- 1970: Woman, Man Needs Ya
- 1970: Po’ Folks
- 1975: Never Say I Love You
- 1975: Substitute
- 1976: Hold On (To What You Got)

## Videoalben
- 1990: 21st Anniversary Celebration
- 1991: Unchained Melody
- 2003: In Concert
- 2004: Live on the Sunset Strip
- 2008: In Concert / Unchained Melody

## Statistik

### Chartauswertung
|                     | DE    | AT    | UK    | US     | R&B     |
| ------------------- | ----- | ----- | ----- | ------ | ------- |
| Nummer-eins-Alben   | DE—DE | AT1AT | UK—UK | US—US  | R&B—R&B |
| Top-10-Alben        | DE—DE | AT1AT | UK—UK | US3US  | R&B3R&B |
| Alben in den Charts | DE1DE | AT1AT | UK2UK | US16US | R&B4R&B |

|                       | DE    | AT    | CH    | UK     | US     | R&B     |
| --------------------- | ----- | ----- | ----- | ------ | ------ | ------- |
| Nummer-eins-Singles   | DE—DE | AT1AT | CH—CH | UK2UK  | US2US  | R&B—R&B |
| Top-10-Singles        | DE1DE | AT1AT | CH1CH | UK4UK  | US6US  | R&B1R&B |
| Singles in den Charts | DE4DE | AT1AT | CH1CH | UK11UK | US22US | R&B4R&B |

### Auszeichnungen für Musikverkäufe
| Goldene Schallplatte - Italien - 2024: für die Single Unchained Melody - Kanada - 1990: für das Album Greatest Hits - Neuseeland - 2024: für das Album Classic: The Universal Masters Collection - Spanien - 1991: für das Album Melodia Desencadenada - 1991: für das Album Unchained Melody – The Very Best Of Platin-Schallplatte - Australien - 1990: für die Single Unchained Melody - 1991: für das Album New Greatest Hits - 1992: für das Album Best of Righteous Brothers - Japan - 1991: für die Single Unchained Melody - Kanada - 1994: für das Album Best Of - Neuseeland - 1991: für die Single Unchained Melody - Spanien - 2024: für die Single Unchained Melody | 2× Platin-Schallplatte - Neuseeland - 1991: für das Album Unchained Melody – The Very Best Of |

Anmerkung: Auszeichnungen in Ländern aus den Charttabellen bzw. Chartboxen sind in ebendiesen zu finden.
| Land/RegionAuszeichnungen für Musikverkäufe (Land/Region, Auszeichnungen, Verkäufe, Quellen) | Gold       | Platin       | Verkäufe  | Quellen                       |
| -------------------------------------------------------------------------------------------- | ---------- | ------------ | --------- | ----------------------------- |
| Australien (ARIA)                                                                            | —          | 3× Platin3   | 210.000   | aria.com.au                   |
| Italien (FIMI)                                                                               | Gold1      | —            | 50.000    | fimi.it                       |
| Japan (RIAJ)                                                                                 | —          | Platin1      | 100.000   | riaj.or.jp                    |
| Kanada (MC)                                                                                  | Gold1      | Platin1      | 150.000   | musiccanada.com               |
| Neuseeland (RMNZ)                                                                            | Gold1      | 3× Platin3   | 47.500    | aotearoamusiccharts.co.nz NZ2 |
| Österreich (IFPI)                                                                            | Gold1      | —            | 25.000    | ifpi.at                       |
| Spanien (Promusicae)                                                                         | Gold1      | 2× Platin2   | 190.000   | elportaldemusica.es ES2       |
| Vereinigte Staaten (RIAA)                                                                    | 5× Gold5   | 3× Platin3   | 6.000.000 | riaa.com                      |
| Vereinigtes Königreich (BPI)                                                                 | Gold1      | 2× Platin2   | 1.000.000 | bpi.co.uk                     |
| Insgesamt                                                                                    | 11× Gold11 | 15× Platin15 |           |                               |